# Günter Prinzing

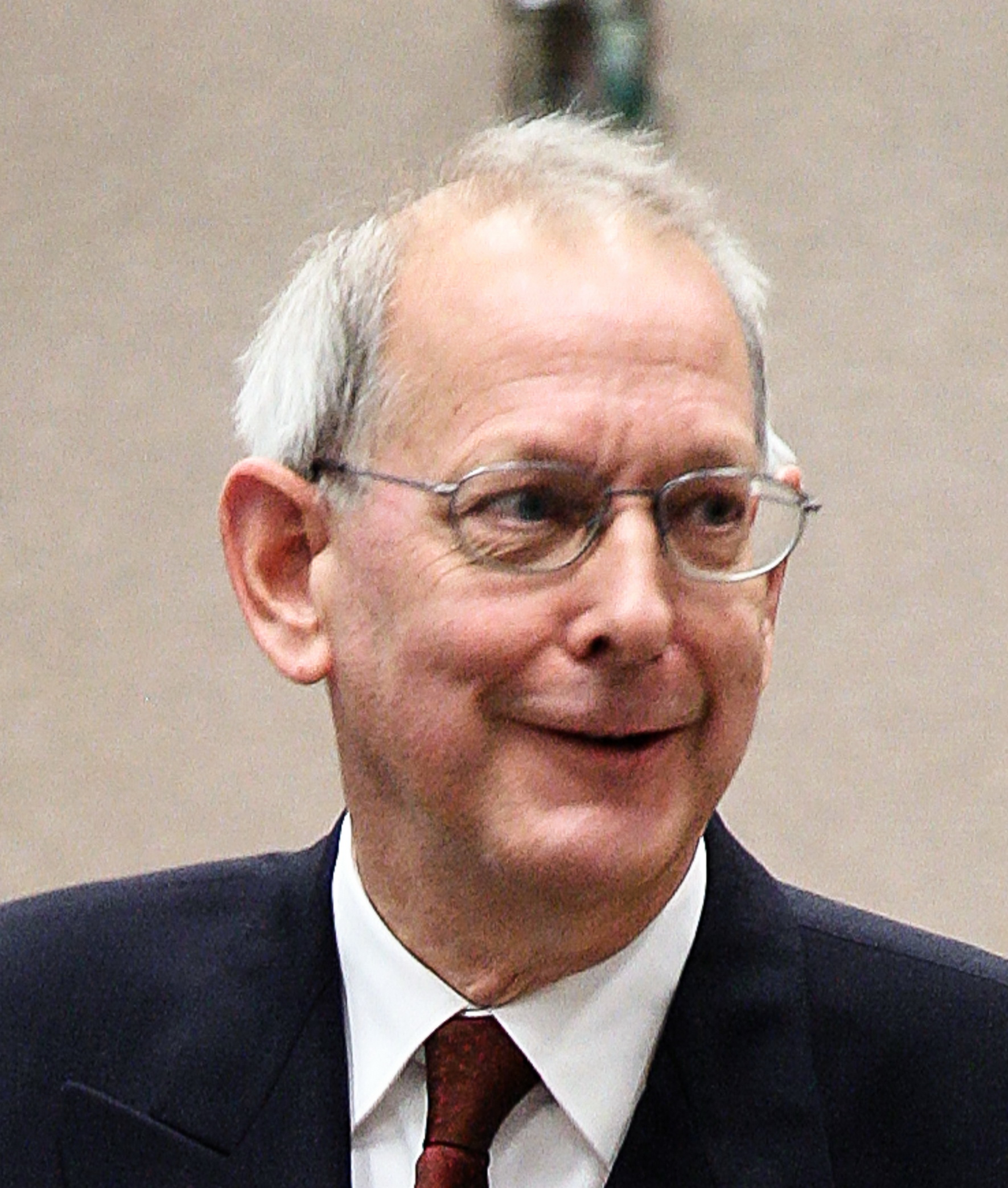
Günter Prinzing aufgenommen von Ernst-Dieter Hehl im Jahr 2008.

Günter Prinzing (* 24. September 1943 in Hamburg) ist ein deutscher Byzantinist.

## Leben
Günter Prinzing studierte von 1963 bis 1969 Byzantinistik, Slavistik und Geschichte Ost- und Südosteuropas an den Universitäten Hamburg, Wien, Lyon und München, wo er im Sommer 1971 im Fach Byzantinistik bei Hans-Georg Beck mit einer Untersuchung zu den byzantinisch-südslavischen Beziehungen zu Anfang des 13. Jahrhunderts promovierte. Von 1971 bis 1975 war er Wissenschaftlicher Assistent von Hans Wilhelm Haussig am Historischen Institut der Ruhr-Universität Bochum, von 1976 bis 1982 bei Jadran Ferluga am Byzantinistischen Seminar der Universität Münster, wo er sich 1980 mit einer Arbeit über das Aktencorpus des Ohrider Erzbischofs Demetrios Chomatenos im Fach Byzantinistik habilitierte. Im Februar 1982 wurde er zum Professor auf Zeit in Münster ernannt, im September 1986 erfolgte der Ruf auf die Professur für Byzantinistik am Historischen Seminar der Universität Mainz. Einen Ruf an die Universität Hamburg lehnte er 1993 ab. 2008 wurde er emeritiert. Nachfolger ist seit April 2009 Johannes Pahlitzsch.
Von 1999 bis 2009 war er Leiter der Zweigstelle Mainz der Südosteuropa-Gesellschaft (München), von 2001 bis Februar 2011 Vorsitzender der Deutschen Arbeitsgemeinschaft zur Förderung Byzantinischer Studien. Er ist Herausgeber der Reihe: Mainzer Veröffentlichungen zur Byzantinistik, die seit 1994 bei Harrassowitz in Wiesbaden erscheint. Seit 1998 ist er Mitherausgeber der Südost-Forschungen. Von Januar bis März 2004 war er Visiting fellow am Exeter College in Oxford.
Seine Schwerpunkte in der Byzantinischen Geschichte sind besonders die Beziehungen zwischen Byzanz und Südosteuropa beziehungsweise Ostmitteleuropa. Dazu kommen Kirchengeschichte und Literaturgeschichte, vor allem der volkssprachlichen Literatur.

## Schriften (Auswahl)
Bibliographie: Publikationen von Günter Prinzing. In: Antje Bosselmann-Ruickbie, Zachary Chitwood, Johannes Pahlitzsch, Martin Marko Vucetiċ (Hrsg.): Byzanz am Rhein. Festschrift für Günter Prinzing anlässlich seines 80. Geburtstags. Harrassowitz, Wiesbaden 2024 (Mainzer Veröffentlichungen zur Byzantinistik; 18), ISBN 978-3-447-12138-5, S. 1–20.
- Die Bedeutung Bulgariens und Serbiens in den Jahren 1204–1219 im Zusammenhang mit der Entstehung und Entwicklung der byzantinischen Teilstaaten nach der Einnahme Konstantinopels infolge des 4. Kreuzzuges, München 1972 (= Miscellanea Byzantina Monacensia. Band 12)
- Das Bild Justinians in der Überlieferung der Byzantiner vom 7. bis 15. Jahrhundert. In: Fontes Minores 7, hrsg. von D. Simon. Frankfurt am Main 1986, S. 1–99.
- unter Mitarbeit von I. Bradler u. a.: Ortsnamenindex zu stadtgeschichtlichen Arbeiten der Byzantinistik. Harrassowitz, Wiesbaden 1994.
- mit Andrea B. Schmidt (Hrsg.): Das Lemberger Evangeliar. Eine wiederentdeckte armenische Bilderhandschrift des 12. Jahrhunderts. Reichert, Wiesbaden 1997 (= Sprachen und Kulturen des Christlichen Orients. Band 2)
- Vom Umgang der Byzantiner mit den Fremden. In: Chr. Lüth, R. W. Keck und E. Wirsing (Hrsg.), Der Umgang mit dem Fremden in der Vormoderne. Studien zur Akkulturation in bildungshistorischer Sicht. Köln u. a. 1997, S. 117–143. (= Beiträge zur historischen Bildungsforschung. Band 17)
- Die umstrittene Selbständigkeit der Makedonischen Orthodoxen Kirche in historischer Sicht. In: Aus der Südosteuropa-Forschung, Band 10, hrsg. von W. Althammer, München 1999, S. 31–43.
- Trapezuntia in Krakau. Über die Kleinchronik und andere Texte im Cod. Berolin. graec. qu. 5. In: Polypleuros Nous. Festschrift für Peter Schreiner, hrsg. v. Cordula Scholz und Georgios Makris. München 2000, S. 290–310.
- Zu einigen speziellen "Sklaven-"Belegen im Geschichtswerk des Byzantiners Ioannes Skylitzes. In: Fünfzig Jahre Forschungen zur antiken Sklaverei an der Mainzer Akademie, 1950–2000. Miscellanea zum Jubiläum. Hrsg. von H. Bellen und H. Heinen. Stuttgart 2001, S. 353–362.
- Hrsg. mit Maciej Salamon unter Mitwirkung von Paul Stephenson: Byzantium and East Central Europe. Krakau 2001 (= Byzantina et Slavica Cracovensia, III)
- Demetrii Chomateni Ponemata diaphora, recensuit Günter Prinzing (Corpus Fontium Historiae Byzantinae 38). De Gruyter, Berlin und New York 2002.
- Das Papsttum und der orthodox geprägte Südosten Europas 1180–1216. In: Das Papsttum in der Welt des 12. Jahrhunderts. Hrsg. v. Ernst-Dieter Hehl, I. H. Ringel und H. Seibert. Stuttgart 2002, S. 137–184.
- Zur byzantinischen Rangstreitliteratur in Prosa und Dichtung. In: Römische Historische Mitteilungen 45 (2003), S. 241–286.
- A Quasi Patriarch in the State of Epiros: The autocephalous archbishop of „Boulgaria“ (Ohrid) Demetrios Chomatenos. In: Zbornik radova Vizantoloskog Instituta 41 (2004) (= Festschrift Sima Ćirković), S. 165–182.
- Zum Austausch diplomatischer Geschenke zwischen Byzanz und seinen Nachbarn in Ostmittel- und Südosteuropa. In: J. G. Deckers, M. Restle, A. Shalem (Hrsg.): Mitteilungen zur Spätantiken Archäologie und Byzantinischen Kunstgeschichte, Band 4, Wiesbaden 2005, S. 141–173.
- Geschriebenes neben Gemaltem: Zu den Memorial- und Stifterinschriften in der Kirche Hagia Triada (1743–1745) in Proasteio (Exo Mani/Peloponnes). In: Geschehenes und Geschriebenes. Studien zu Ehren von Günther S. Henrich und Klaus-Peter Matschke hrsg. v. S. Kolditz u R. C. Müller. Leipzig 2005, S. 223–251.
- Nochmals zur historischen Deutung des Bamberger Gunthertuches auf Johannes Tzimiskes. In: Byzantium, New Peoples, New Powers: The Byzantino-Slav Contact Zone, from the Ninth to the Fifteenth Century, ed. by M. Kaimakamova, M. Salamom and M. Smorag Rozycka (= Byzantina et Slavica Cracovensia, 5). Krakau 2007, S. 123–152.
- Elissos (Lezha) oder Kroai (Kruja)? Zu Anna Komnenes problematischer Beschreibung der mittelalbanischen Küstenregion zwischen Elissos und Dyrrachion (Durrës) um 1107. In: K. Belke, E. Kislinger, A. Külzer, M. A.Stassinopoulou (Hrsg.): Byzantina Mediterranea. Festschrift für Johannes Koder zu seinem 65. Geburtstag. Wien, Köln, Weimar 2007, S. 503–515.
- Pliska in the View of Protobulgarian Inscriptions and Byzantine Written Sources. In: Post-Roman Towns, Trade and Settlement in Europe and Byzantium, hrsg. v. J. Henning. Band 2: Byzantium, Pliska and the Balkans (= Millennium Studien / Millennium Studies. Band 5, 2), Berlin u. New York 2007, S. 241–252.
- Der Vierte Kreuzzug in der späteren Historiographie und Chronistik der Byzantiner. In: The Fourth Crusade Revisited. Atti della Conferenza Internazionale nell'ottavo centenario della IV Crociata, 1204–2004. Andros (Grecia), 27-30 maggio 2004, a cura di P. Piatti. Città del Vaticano 2008, S. 275–307.
- Zu Jörg von Nürnberg, dem Geschützgießer Mehmets II., und seiner Schrift „Geschichte von der Turckey“. In: Sultan Mehmet II., Eroberer Konstantinopels – Patron der Künste. Hrsg. v. Neslihan Asutay-Effenberger und U. Rehm. Köln u. a. 2009, S. 59–75.
- Das mittelalterliche Mainz und Byzanz. Historisch-politische, kirchen- und kulturgeschichtliche Aspekte. In: Archiv für Kulturgeschichte 91 (2009), S. 45–77.
- Observations on the Legal Status of Children and the Stages of Childhood in Byzantium. In: A. Papaconstantinou, A.-M. Talbot (Hrsg.): Becoming Byzantine. Children and Childhood in Byzantium. Washington, D.C., 2009, S. 15–34.
- Querschnitt „1200“ und Längsschnitt „Kirchengeschichte“ und (zusammen mit B. Romhányi): Kap. 3: Reichsherrschaft und innerregionale Konsolidierung im Hochmittelalter: Byzanz und die Staatenwelt in Südosteuropa [ca. 900–1282]. In: K. Clewing, O. J. Schmitt (Hrsg.): Geschichte Südosteuropas vom frühen Mittelalter bis zur Gegenwart. Regensburg 2011, 58–60, 61–65; 66–138.
- Epiros 1204–1261. Historical Outline – Sources – Prosopography. In: J. Herrin, G. Saint-Guillain (eds): Identities and Allegiances in the Eastern Mediterranean after 1204. Farnham/Surrey u. Burlington/VT 2011, 81–89.
- Die autokephale byzantinische Kirchenprovinz Bulgarien/Ohrid. Wie unabhängig waren ihre Erzbischöfe? In: Proceedings of the 22nd International Congress of Byzantine Studies, Sofia, 22–27 August 2011, vol. I: Plenary papers. Sofia 2011, 389–413.

## Festschrift
- Byzanz am Rhein: Festschrift für Günter Prinzing anlässlich seines 80. Geburtstags / herausgegeben von Antje Bosselmann-Ruickbie, Zachary Chitwood, Johannes Pahlitzsch und Martin Marko Vučetić. Harrassowitz, Wiesbaden 2024. ISBN 978-3-447-12138-5 (Mainzer Veröffentlichungen zur Byzantinistik; 18).